# Hermonassa dispila
Hermonassa dispila är en fjärilsart som beskrevs av Charles Boursin 1967. Hermonassa dispila ingår i släktet Hermonassa och familjen nattflyn. Inga underarter finns listade i Catalogue of Life.